# اوچ‌بلاغ (گوی‌گول)
اوچ‌بلاغ (به لاتین: Üçbulaq تا ۱۹۹۹ موروت Murut) یک منطقه مسکونی در جمهوری آذربایجان است که در شهرستان گوی‌گول واقع شده‌است. اوچ بلاغ ۱۹۲ نفر جمعیت دارد.